# キングオブコロシアム
キングオブコロシアムはスパイクが開発元・発売元の3Dプロレスゲームである。略称は「キンコロ」。
本項目では、本ゲームのシステムの原点である作品『ファイヤープロレスリング アイアンスラム'96』と『全日本プロレス～王者の魂～』についても扱う。

## 概要
ヒューマンは1996年に『ファイヤープロレスリング アイアンスラム'96』を制作した。この作品はファイヤープロレスリングシリーズのゲームシステムをほぼそのままにグラフィックを3Dポリゴンで描いたという作品。しかし細部の作り込みが甘く、収録選手や技の数が少ないなどの部分が不評で評価が得られなかった。その為、その後ヒューマンは3Dポリゴンを使用した作品をゼロから制作し直す事となった。その作品が1999年4月8日に発売した『全日本プロレス～王者の魂～』である。
この作品は『アイアンスラム』の不評を受け細部を練り直しファイプロシリーズのノウハウも活かしつつ独自のシステムを盛り込み3Dのプロレス作品に投入したものであった。折りしもジャイアント馬場の訃報の2ヶ月あまり後に発売され、本人の解説が収録されていることもあり大変に注目を集めた。
キングオブコロシアムはこのシステムを受け継いで更に深化させたものとなっている。基本的にレスラー、リングアナウンサー、レフェリーは全て実名であるが『キングオブコロシアム（緑）』においては一部の外国人選手が非実名である。（『全日本プロレス～王者の魂～』は全日本プロレス所属選手のみ実名）で登場する。最新作「キングオブコロシアムII」では技総数は2800以上、レスラーは150人以上が登場する。
本ゲームにおける特徴的なシステムは以下の通りである。
クラッチシステム
ボタンの入力のタイミングで技がかかる部分はファイプロシリーズから受け継がれており、スパイク（旧ヒューマン）社製のほとんどのプロレスゲームで採用されている。ファイプロシリーズでは相手との間合いが詰まると自動的に組み付きに移行するが、本作品は相手を掴む（クラッチ）するために任意のクラッチモーションを発動させて相手に組み付く必要がある。クラッチ後体勢が沈んだ瞬間に技ボタンを入力することで技を発動させる。投げ技を使いたい場合には必須である。掴まれている側もボタンを入力することで返し技を出すことができるため、タイミングよく押さないと相手に返し技を食らう。
組むときに使用したボタン、組んだ後に押した技ボタンの組み合わせで多彩な技を出すことが出来る。
魂ボタン
特定のボタンと技ボタンを併用する事で、通常の必殺技（大技）より更に強力な技や、大きな試合でしか出さないレアな大技などを繰り出すことが可能である。各レスラーは3～4個所持している。ファイプロシリーズではメガドライブ版の『サンダープロレスリング外伝』でも類似のゲージを消費し大技を使用するシステムが採用されていた。

## シリーズ
発売元・開発元は『ファイヤープロレスリング アイアンスラム'96』『全日本プロレス～王者の魂～』はヒューマン、他は全てスパイク。
- ファイヤープロレスリング アイアンスラム'96 （1996年3月15日、PlayStation）
- 全日本プロレス～王者の魂～（1999年4月8日、PlayStation）
- キングオブコロシアム（赤） ～新日本×全日本×パンクラス ディスク～（2002年12月19日、PlayStation 2、CERO B 12歳以上推奨）
- キングオブコロシアム（緑） ～ノア×ZERO-ONE ディスク～（2003年3月6日、PlayStation 2、CERO B 12歳以上推奨）
- キングオブコロシアム2（2004年9月9日、PlayStation 2、CERO B 12歳以上推奨）

## 登場レスラー

### キングオブコロシアム（赤）

#### 新日本プロレス
| レスラー名               | ニックネーム             | 必殺技                                     |
| 佐々木 健介              | 新日本最後の砦           | ノーザンライトボム                         |
| 永田 裕志                | 新日本プロレスのエース   | ナガタロックＩＩ                           |
| 中西 学                  | ゴッチイズム最後の継承者 | アルゼンチンバックブリーカー               |
| 越中 詩郎                | 侍ファイター             | 侍パワーボム                               |
| 飯塚 高史                | 寡黙な闘志               | チョークスリーパー                         |
| 吉江 豊                  | 格闘モンスター           | 裏足四の字固め                             |
| 平田 淳嗣                | 心優しき無頼漢           | 魔神風車固め                               |
| 木村 健吾                | 稲妻戦士                 | 稲妻レッグラリアット                       |
| 獣神サンダーライガー     | 怒りの獣神               | 垂直落下式ブレーンバスター                 |
| エル・サムライ           | ジュニアの巨人           | リバース垂直落下式DDT                      |
| 田中 稔                  | 十字職人                 | ミノルスペシャルＩＩ                       |
| 成瀬 昌由                | 狂戦士                   | クレイジーサイクロン                       |
| 垣原 賢人                | 風林火山                 | カッキーカッター改                         |
| 真壁 伸也                | 草魂                     | ローリングジャーマンスープレックスホールド |
| 鈴木 健想                | キング・オブ・ヒル       | 落下傘バックドロップ                       |
| 棚橋 弘至                | フェロモンボディ         | ハーフハッチスープレックス                 |
| 井上 亘                  | 技巧の若獅子             | トライアングル・ランサー                   |
| 柴田 勝頼                | 情熱の若獅子             | クロス式キャメルクラッチ                   |
| ブルー・ウルフ           | 蒙古狼星                 | モンゴリアンスラムホールド                 |
| スーパーＪ               | 剛腕野郎                 | ダイビングラリアット                       |
| ドクトル・ワグナーＪｒ． | 白い魔人                 | みちのくドライバー2                        |
| ダン・デバイン           | 万能のバーリトゥーダー   | ダブルアームスクリュースープレックス       |
| ブラック・キャット       | 陽気なクロネコ           | ダイビングセントーン                       |

##### TEAM2000
| レスラー名             | ニックネーム      | 必殺技                             |
| 蝶野 正洋              | 黒の首領          | STF                                |
| 天山 広吉              | 猛牛              | ダイビングヘッドバッド             |
| ヒロ斎藤               | Mr.セントーン     | ダイビングセントーン               |
| 後藤 達俊              | Mr.バックドロップ | 地獄バックドロップ                 |
| 金本 浩二              | 黒のカリスマ      | 元祖タイガースープレックスホールド |
| ＡＫＩＲＡ             | ムービースター    | ムササビプレス                     |
| 邪道                   | ＫＨＪ            | クロスフェイス・オブ・ジャドゥ     |
| 外道                   | スーパーフライ    | フロッグスプラッシュ               |
| スコット・ノートン     | 閃光              | プレス式パワースラム               |
| ジャイアント・シルバ   | 巨人新世紀        | ジャイアントプレス                 |
| ジャイアント・シン     | インドの大巨人    | ラストライド                       |
| 三代目ブラックタイガー | 暗黒の猛虎        | 連続ムーンサルトプレス             |
| GOKU-DO                | リングのマフィア  | コンプリートショット               |

##### 無我
| レスラー名 | ニックネーム | 必殺技                   |
| 藤波 辰爾  | 炎の飛龍     | ドラゴンスリーパー       |
| 西村 修    | ミスター無我 | グラウンドコブラツイスト |
| 竹村 豪氏  | 無我の若獅子 | 骨法流浴びせ蹴り         |

#### 全日本プロレス
| レスラー名                 | ニックネーム       | 必殺技                                   |
| ジャイアント馬場           | 世界の巨人         | ランニングネックブリーカードロップ       |
| 武藤 敬司                  | クロスウイザード   | シャイニングウイザード                   |
| 黒師無双                   | 抜斗坊主           | シャイニングウイザード                   |
| 川田 利明                  | デンジャラスK      | ジャンピングハイキック                   |
| 小島 聡                    | 豪腕継承           | ぶん殴りラリアット                       |
| 愚零闘孤士                 | 南瓜星戦士         | 豪腕走打                                 |
| 太陽ケア                   | みんなの太陽       | ハワイアンスマッシャー                   |
| 渕 正信                    | 地獄の仕事人       | 低空バックドロップ                       |
| 馳 浩                      | 北斗の流星         | 元祖ノーザンライトスープレックスホールド |
| 長井 満也                  | 疾風怒濤           | ハイパーニー空牙                         |
| ケンドー・カシン           | 問題児             | ビクトル式腕ひしぎ逆十字固め             |
| 石沢 常光                  | 王家の家臣         | ビクトル式腕ひしぎ逆十字固め             |
| 保坂 秀樹                  | ワイルド・ベア     | ビルディングボム                         |
| 奥村 茂雄                  | 粉砕者             | エクスプロイダー                         |
| カズ・ハヤシ               | ヤング・ドラゴン   | クランチループ                           |
| 本間 朋晃                  | ザ・無鉄砲         | クレイジーエルボー                       |
| 宮本 和志                  | 王道のホープ       | 正面飛びミサイルキック                   |
| ジミー・ヤン               | カンフー・ドラゴン | ヤン・タイム                             |
| スティーブ・ウイリアムス   | 殺人医師           | デンジャラスバックドロップ               |
| ジョニー・スミス           | 仕事師             | ブリティッシュフォール                   |
| マイク・バートン           | ゴールデンレフト   | バートンバスター                         |
| アブドーラ・ザ・ブッチャー | 黒い呪術師         | エルボードロップフォール                 |
| ジョージ・ハインズ         | 狂犬野郎           | ハインズドライバー                       |
| マイク・ロトンド           | 黒の体育会         | バックフリップ                           |
| ジム・スティール           | 鋼鉄狼             | ターボドロップＩＩ                       |
| ジャイアント・キマラ       | ジャングル大帝     | ボディプレス                             |

#### WAR
| レスラー名  | ニックネーム       | 必殺技                     |
| 天龍 源一郎 | 風雲昇り龍         | 龍式パワーボム             |
| 嵐          | 空爆重戦車         | 旋廻式フロッグスプラッシュ |
| 荒谷 信孝   | 平成の生傷男       | ムーンサルトプレス         |
| 平井 伸和   | 突貫ファイター二世 | 羽根折り固め               |

#### PANCRACE
| レスラー名  | ニックネーム         | 必殺技                     |
| 船木 誠勝   | ハイブリッドレスラー | チョークスリーパー         |
| 近藤 有己   | 不動心               | 飛び膝蹴り                 |
| 高橋 義生   | 野獣戦士             | フロントチョーク           |
| 鈴木 みのる | 風                   | ヒールホールド             |
| 國奥 麒樹真 | カミソリストライカー | 腕ひしぎ逆十字固め         |
| 渋谷 修身   | ハイブリッドボディ   | 腕ひしぎ逆十字固め         |
| 美濃輪 育久 | ミスター無謀         | アンクルホールド           |
| 謙吾        | ゴールデンラガー     | ダイナマイトパンチラッシュ |
| KEI 山宮    | ライトヘビーの雄     | アンクルホールド           |

#### GRABAKA
| レスラー名  | ニックネーム   | 必殺技                   |
| 菊田 早苗   | 世界一の寝技師 | 肩固め                   |
| 郷野 聡寛   | GRABAKAの副将  | マシンガン顔面ニーリフト |
| 佐々木 有生 | GRABAKAの新星  | 腕ひしぎ逆十字固め       |

#### FREELANCE
| レスラー名   | ニックネーム       | 必殺技                     |
| 長州 力      | 革命戦士           | スコーピオンデスロック     |
| 安田 忠夫    | 人生波瀾万丈男     | ギロチンチョーク           |
| 小原 道由    | 狂犬               | フロントネックロック       |
| ドン・フライ | 戦慄のアリゲーター | ダイナマイトパンチラッシュ |

#### U-FILE CAMP
| レスラー名 | ニックネーム | 必殺技               |
| 田村 潔司  | 孤高の天才   | ムエタイミドルキック |

### キングオブコロシアム（緑）

#### プロレスリングNOAH
| レスラー名             |                    | ニックネーム               | 必殺技                               |
| 三沢 光晴              |                    | ノアの盟主                 | エメラルド・フロウジョン             |
| 田上 明                |                    | ダイナミックT              | 俺が田上だ                           |
| 小橋 建太              |                    | バーニング                 | 剛腕ラリアット                       |
| 秋山 準                |                    | スターネス                 | ワンハンドクラッチ・エクスプロイダー |
| 大森 隆男              |                    | ワイルドハート             | アックスボンバー                     |
| 小川 良成              |                    | テクニカルスナイパー       | 抱え式バックドロップホールド         |
| 力皇 猛                |                    | ノアの番人                 | 相撲ラリアット                       |
| 森嶋 猛                |                    | ノアの重戦車               | ハイアングルバックドロップ           |
| 本田 多聞              |                    | 五輪の星                   | デッドエンド                         |
| 泉田 純                |                    | 破壊竜                     | 不入ドム                             |
| IZU                    |                    | 漆黒の破壊竜               | 不入ドム                             |
| 井上 雅央              |                    | 甲斐の怪力                 | アルゼンチンバックブリーカー         |
| 佐野 巧真              |                    | 百戦錬磨の仕事師           | ノーザンライトボム                   |
| 斎藤 彰俊              |                    | 死神からの使者             | スイクルデス                         |
| 池田 大輔              |                    | バチバチファイター         | デスバレーボム                       |
| 志賀 賢太郎            |                    | ジョイントクラッシャー     | 志賀絞め                             |
| 杉浦 貴                |                    | タフネスハート             | オリンピック予選スラム               |
| モハメド・ヨネ         |                    | 暴走特急モハメッド         | キンニクバスター                     |
| 川畑 輝鎮              |                    | 寡黙な重鎮                 | ダイビングセントーン                 |
| 菊地 毅                |                    | 火の玉小僧                 | 火の玉ボム                           |
| 浅子 覚                |                    | 恐れ知らずのリーダー       | SDA                                  |
| 金丸 義信              |                    | エアリアルプレーヤー       | 直下式ブレーンバスター               |
| 丸藤 正道              |                    | 空飛ぶ天才児               | 不知火                               |
| 橋 誠                  |                    | 突撃コング                 | ゴリ・サンダー                       |
| KENTA                  |                    | 蹴撃ソルジャー             | ブサイクへの膝蹴り                   |
| 鈴木鼓太郎             |                    | 疾風戦士                   | ツイスタードーナツプレス             |
| ラッシャー木村         |                    | 吠える闘将                 | ラッシングラリアット                 |
| 永源 遙                |                    | 千両役者                   | 逆さ押さえ込み                       |
| 百田 光雄              |                    | 力道山ジュニア             | 抱え上げバックドロップ               |
| 青柳 政司              |                    | 魂の蹴撃手                 | 上段回し蹴り                         |
| ベイダー               |                    | 皇帝戦士                   | スカイハイチョークスラム             |
| スコーピオ             |                    | リングのファンキーダンサー | 450スプラッシュ                      |
| リチャード・スリンガー |                    | 人間魚雷二世               | チャタヌガチュチュ                   |
| ハンク・フォレスト     | マイケル・モデスト | エクセレントボディ         | リアリティーチェック                 |
| ドン・ローガン         | ドノバン・モーガン | エクセレントモンスター     | SAYONARA                             |

#### ZERO-ONE
| レスラー名         |                      | ニックネーム         | 必殺技                                       |
| 橋本 真也          |                      | 破壊王               | 垂直落下式DDT                                |
| 大谷 晋二郎        |                      | 炎の刃               | スパイラルボム                               |
| 田中将斗           |                      | 弾丸戦士             | コンプリートダスト                           |
| 高岩 竜一          |                      | 超竜                 | デスバレーボム                               |
| 星川尚浩           |                      | 流星番長             | スペシャル流星キック                         |
| 佐藤耕平           |                      | 若虎                 | 変形裏投げ                                   |
| 崔 リョウジ        |                      | 喧嘩崔ボーグ         | 腕ひしぎ逆十字固め                           |
| 富豪２夢路         |                      | 豪傑                 | ダイナマイトヘッドバット                     |
| 黒毛和牛太         |                      | 国産                 | 浴びせ倒しラリアット                         |
| 佐々木 義人        |                      | 青春一直線           | アルゼンチンバックブリーカー                 |
| 山笠Z”信介         |                      | 玄海のトビウオ       | ダイビングボディアタック                     |
| 高橋 冬樹          |                      | 燃える向上心         | ジャーマンスープレックスホールド             |
| ボム・パワーズ     | トム・ハワード       | 戦慄のグリーンベレー | Ｎo.３４                                     |
| ザ・ベムスター     | ザ・プレデター       | 蘇った超獣           | キングコングニードロップ                     |
| スティール・モレノ | スティーブ・コリノ   | 策略伯爵             | ランニングダイヤモンドカッター               |
| G・M・ヘンダーソン | Ｃ・Ｗ・アンダーソン | NMAからの刺客        | 高速スパインバスター                         |
| サモア・ビースト   | キング・ジョー       | サモアの怪人         | ロコモーショントリプルスープレックスホールド |

#### FREELACNE
| レスラー名 | ニックネーム           | 必殺技                                     |
| 高山 善廣  | アパッチ・タワー       | エベレストジャーマンスープレックスホールド |
| 藤田 和之  | ファイティングビースト | 四点ポジションニーリフト                   |

#### ブラジリアン・トップ・チーム
| レスラー名                     | ニックネーム                   | 必殺技           |
| アントニオ・ホドリゴ・ノゲイラ | 柔術マジシャン                 | 腕ひしぎ三角絞め |
| マリオ・スペーヒー             | ブラジリアントップチームの総帥 | 肩固め           |

#### U.F.O
| レスラー名 | ニックネーム | 必殺技 |
| 小川 直也  | 暴走柔道王   | STO    |

#### LEGEND
| レスラー名   | ニックネーム     | 必殺技                 |
| ジャンボ鶴田 | 完全無欠のエース | 完全無欠バックドロップ |

### キングオブコロシアム2
| 新日本プロレス         | 新日本プロレス               | 新日本プロレス         |
| ---------------------- | ---------------------------- | ---------------------- |
| 蝶野正洋               | 中邑真輔                     | ブルー・ウルフ         |
| 藤波辰爾               | 安田忠夫                     | 矢野通                 |
| 永田裕志               | 吉江豊                       | 山本尚文               |
| 天山広吉               | 棚橋弘至                     | 長尾浩志               |
| 中西学                 | 真壁伸也                     | 坂口征二               |
| 西村修                 | 飯塚高史                     | 木村健悟               |
| 木戸修                 | スーパー・ストロング・マシン | 山本小鉄               |
| 山崎一夫               | 小林邦昭                     | スコット・ノートン     |
| ジョシュ・バーネット   | マイク・バートン             | ブラック・キャット     |
| 新日本プロレスジュニア |                              |                        |
| 獣神サンダー・ライガー | 邪道                         | 田中稔                 |
| エル・サムライ         | 外道                         | 成瀬昌由               |
| 金本浩二               | 井上亘                       | 垣原賢人               |
| ＡＫＩＲＡ             | 竹村豪氏                     | 後藤洋央紀             |
| 野上彰                 | 田口隆祐                     | ブラック・タイガー     |
| 魔界倶楽部             | 魔界倶楽部                   | クレイジードックス     |
| 星野勘太郎             | 村上和成                     | 小原道由               |
| 魔界４号               | 柴田勝頼                     | ヒロ斎藤               |
| 魔界５号               | 長井満也                     | 後藤達俊               |
| 魔界１号               | 柳澤龍志                     |                        |
| 魔界２号               |                              |                        |
| プロレスリング・ノア   |                              |                        |
| 三沢光晴               | 井上雅央                     | 佐野巧真               |
| 田上明                 | 池田大輔                     | 青柳政司               |
| 小川良成               | モハメド・ヨネ               | 丸藤正道               |
| 力皇猛                 | 杉浦貴                       | 鈴木鼓太郎             |
| 森嶋猛                 | 川畑輝鎮                     | 浅子覚                 |
| 百田光雄               | ラッシャー木村               | 永源遙                 |
| マイティ井上           |                              |                        |
| バーニング             | スターネス                   | チーム・カオス         |
| 小橋建太               | 秋山準                       | スコーピオ             |
| 本田多聞               | 斎藤彰俊                     | リチャード・スリンガー |
| 志賀賢太郎             | 金丸義信                     |                        |
| 菊地毅                 | 橋誠                         |                        |
| ＫＥＮＴＡ             | 泉田純                       |                        |
|                        | ＩＺＵ                       |                        |
| 全日本プロレス         |                              |                        |
| 武藤敬司               | 愚零斗孤士                   | 本間朋晃               |
| グレート・ムタ         | 嵐                           | 宮本和志               |
| 黒師無双               | 馳浩                         | 河野真幸               |
| 川田利明               | 荒谷望誉                     | ビッグ・ジョン・テンタ |
| 小島聡                 | 平井伸和                     | ジョージ・ハインズ     |
| 保坂秀樹               | 奥村茂雄                     |                        |
| 全日本プロレスジュニア | ＲＯ＆Ｄ                     | ＲＯ＆Ｄ               |
| 渕正信                 | 太陽ケア                     | ブキャナン             |
| ケンドー・カシン       | ジャマール                   | ザ・グラジエーター     |
| カズ・ハヤシ           | ディー・ロウ・ブラウン       | ギガンテス             |
| 土方隆司               |                              |                        |
| 石狩太一               |                              |                        |
| ＺＥＲＯ－ＯＮＥ       | ＺＥＲＯ－ＯＮＥ             | ＷＪ                   |
| 橋本真也               | テングカイザー               | 長州力                 |
| ハシフ・カーン         | 坂田亘                       | 石井智宏               |
| ＳＨＯＧＵＮ           | 横井宏孝                     | 宇和野貴史             |
| 田中将斗               | 崔リョウジ                   | 和田城攻               |
| 高岩竜一               | 小笠原和彦                   | マサ・サイトー         |
| 星川尚浩               | 富豪２夢路                   | 保永昇男               |
| 佐藤耕平               | 葛西純                       | FREELANCE              |
| 佐々木義人             | 高橋冬樹                     | 天龍源一郎             |
| 山笠Ｚ”信介            | 黒毛和牛太                   | 佐々木健介             |
| 炎武蓮夢               | U-FILE CAMP.COM              | パワー・ウォリアー     |
| 大谷晋二郎             | 田村潔司                     | 高山善廣               |
| ０１ ＷＯＲＬＤ        | ０１ ＷＯＲＬＤ              | 越中詩郎               |
| トム・ハワード         | スティーブ・コリノ           | 大森隆男               |
| ザ・プレデター         | Ｃ・Ｗ・アンダーソン         | 中嶋勝彦               |
| Lowki                  | キング・ジョー               |                        |
| ヴァンサック・アシッド | キング・アダモ               |                        |